# Inferno a Grand Island
Inferno a Grand Island (Children of the Corn IV: The Gathering) è un film del 1996 diretto da Greg Spence, ispirato al racconto I figli del grano contenuto nella raccolta A volte ritornano di Stephen King.

## Distribuzione
Il film è il primo della serie Children of the Corn uscito direttamente per il mercato home video, senza una distribuzione nelle sale cinematografiche. Negli Stati Uniti d'America la prima pubblicazione direct-to-video risale al 8 ottobre 1996, mentre un'edizione in DVD fu distribuita dal 2001.